# Asperjoc
Asperjoc korábbi község (település) Franciaországban, Ardèche megyében. 2019. január 1-jén Antraigues-sur-Volane községgel egyesült és Vallées-d’Antraigues-Asperjoc új község része lett.
Lakosainak száma 389 fő (2018. január 1.). Asperjoc Aizac, Antraigues-sur-Volane, Genestelle, Juvinas, Saint-Andéol-de-Vals és Vals-les-Bains községekkel határos.

## Népesség
A település népességének változása:
| Lakosok száma | 405  | 407  | 364  | 361  | 336  | 420  | 422  | 416  | 404  | 389  |
|               | 1968 | 1975 | 1982 | 1999 | 2006 | 2011 | 2013 | 2016 | 2017 | 2018 |